# Jiraiya goketsu monogatari

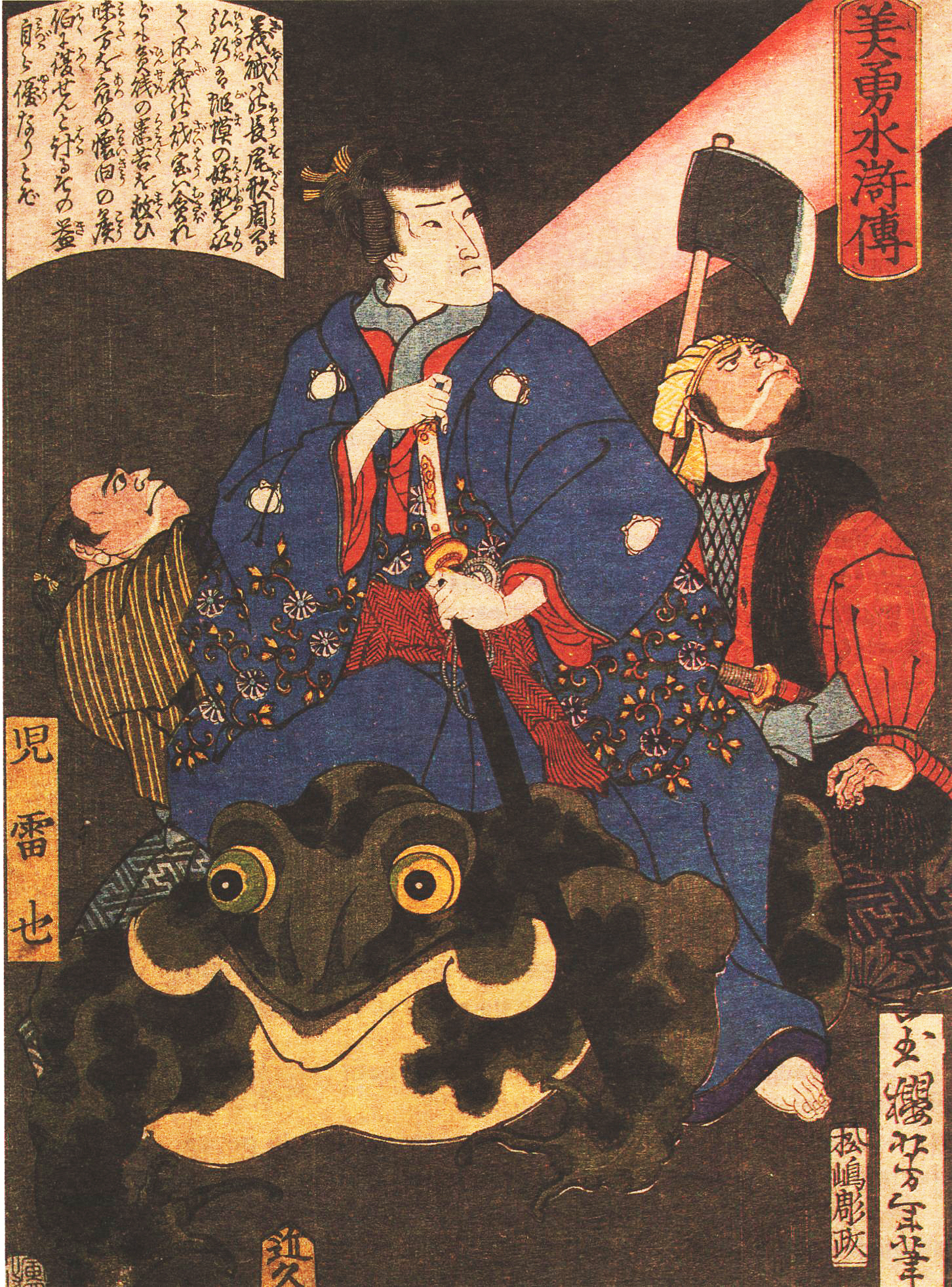
Jiraiya il mago in una stampa di Tsukioka Yoshitoshi, 1866

Jiraiya goketsu monogatari (児雷也豪傑物語? lett. "Il racconto di Jiraiya il galante") è un racconto tradizionale giapponese che narra le vicende di Ogata Shuma Hiroyuki (尾形周馬弘行?), un ninja predone successivamente noto col nome di Jiraiya (児雷也? lett. "Giovane tuono" o anche "Che arriva per conto suo"). Il romanzo fu pubblicato, tra il 1839 e il 1868, in 43 puntate scritte da autori diversi; tra questi Kunisada si occupò delle illustrazioni.

## Il mito
Jiraiya era il discendente di una potente famiglia dell'isola di Kyūshū. Quando questa cadde in rovina, si recò nella provincia di Echigo, dove ebbe successo come predone, diventando il capo di una "cavalleresca" banda di ladri, e dove nel contempo iniziò a studiare l'arte magica del rospo presso un essere immortale che risiedeva sul Monte Myoko, popolarmente conosciuto come Echigo Fuji. Nello stesso periodo, s'innamorò e sposò Tsunade (綱手?), una bellissima giovane esperta nell'arte magica della lumaca. Quando si ritenne sufficientemente forte, partì per vendicarsi di colui che era stato la causa della rovina della sua famiglia, un vecchio di nome Sarashina, senza però riuscire a sconfiggerlo.

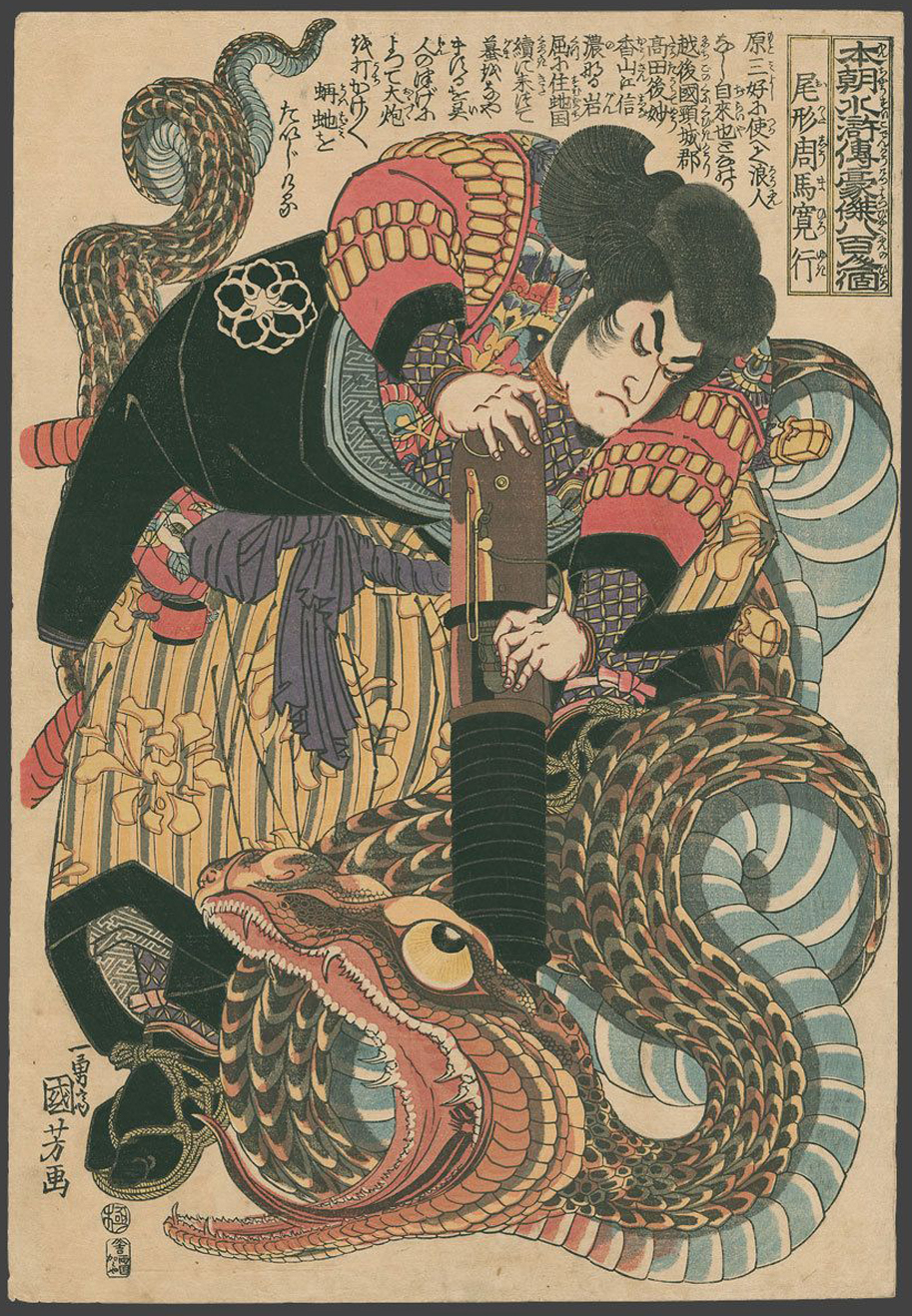
Jiraiya, con una pesante arma, sconfigge un enorme serpente che aveva tormentato i suoi amici rospi. Oban verticale di Utagawa Kuniyoshi, c.1830.

Tempo dopo Yashagoro (夜叉五郎?, Yashagorō), uno dei suoi seguaci, rimase stregato dall'arte magica del serpente cominciando quindi a studiarla e praticarla ed acquisendo la capacità di trasformarsi in un enorme serpente. Cambiato il proprio nome in Orochimaru (大蛇丸?), in onore del mitico serpente a otto teste Orochi (大蛇? letteralmente "Serpente mostruoso"), sfidò Jiraiya e Tsunade, riuscendo a sconfiggerli grazie al suo veleno di serpente, che li fece cadere a terra privi di sensi. Fortunatamente, uno dei seguaci di Jiraiya, a lui devoto per essere stato tempo prima salvato dalla morte, li soccorse.
Il racconto termina bruscamente qui, non essendone giunta fino a noi la fine.

## Presenza nella cultura di massa moderna
- In Naruto, un manga e un anime di successo, i protagonisti del racconto compaiono come personaggi di primo piano: Jiraiya, detto "eremita dei rospi", è il maestro di Naruto Uzumaki, Tsunade è la Quinta Hokage, capo del Villaggio della Foglia, e Orochimaru è il capo del Villaggio del Suono, nemico di quello della Foglia. I tre fanno parte della "triade leggendaria" addestrata dal Terzo Hokage. Da notare che i personaggi del manga sono in grado di evocare un particolare animale magico che rispecchia la specializzazione magica del racconto originale: Jiraiya i rospi, Tsunade le lumache e Orochimaru i serpenti. Inoltre, Tsunade conficca la spada di Gamabunta nel muso di Manda, il serpente, come avviene nella miniatura a lato. L'apprendista di Jiraya che salva i due, poi, può essere un riferimento allo stesso Naruto Uzumaki.
- Nell'episodio 35 di Daitarn 3, "Il trionfo dell'amore", l'antagonista di turno si tramuta in un Megaborg dalle sembianze di un guerriero a cavallo di un rospo gigante, un evidente riferimento alla rappresentazione classica di Jiraiya il mago.
- Nel videogioco Tales of Phantasia, la ninja Suzu può evocare Jiraiya, una rana gialla che sputa fuoco sui nemici.
- Nel videogioco Shin Megami Tensei: Persona 4 e nei suoi sequel, Jiraiya appare come Persona di Yosuke Hanamura.